# Al Corley
Al Corley, właśc. Alford Corley (ur. 22 maja 1956 w Wichicie) – amerykański piosenkarz, producent filmowy, aktor i reżyser filmowy i telewizyjny. Odtwórca roli Stevena Carringtona w operze mydlanej ABC Dynastia (1981–82).

## Życiorys

### Wczesne lata
Urodził się w Wichicie w stanie Kansas. Wychowywał się w pobliżu Saint Louis w stanie Missouri. Podczas studiów na University of Missouri był zapalonym koszykarzem i występował w teatrze studenckim, zanim po trzech latach wyjechał do Europy. Po powrocie do USA zapisał się do Actors Studio, gdzie uczył się aktorstwa u Lee Strasberga. 
Pracował jako portier i wykidajło w budzącym kontrowersje najbardziej ekskluzywnym pod koniec lat siedemdziesiątych nowojorskim nocnym klubie Studio 54. Później wziął udział w specjalnym programie VH1 Behind the Music, aby opowiedzieć o swoich doświadczeniach.

### Kariera
W maju 1978 trafił na off-Broadway jako Chip Holtzmann w sztuce Living At Home. Od 28 do 31 grudnia 1978 grał na scenie Broadwayu w przedstawieniu Opowieści z taksówki (Taxi Tales) z Kenem Olinem. 
Po raz pierwszy pojawił się na srebrnym ekranie w telewizyjnym dramacie CBS Kobieta przy West Point (Women at West Point, 1979). Sławę przyniosła mu rola Stevena Carringtona w operze mydlanej ABC Dynastia (1981–1982). Opuścił Dynastię pod koniec drugiego sezonu w 1982 po tym, jak publicznie narzekał w wywiadzie, że „Steven nie ma zabawy... Nie śmieje się, nie ma humoru”, a także o „nieustannie zmieniających się preferencjach seksualnych” Stevena i chęci „robienia innych rzeczy”. Postać została przekształcona w 1983 z Jackiem Colemanem; zmiana wyglądu przypisana chirurgii plastycznej po eksplozji platformy wiertniczej. Coleman pozostał w serialu do 1988 roku, ale Corley wrócił do roli Stevena w 1991 w miniserialu Aaron Spelling Productions Dynastia: Pojednanie (Dynasty: The Reunion), gdy Coleman był niedostępny z powodu konfliktów w harmonogramie.
Corley wystąpił później w operze mydlanej NBC Bare Essence (1983), grając miłosne zainteresowanie Genie Francis, a także zagrał w dramacie Torchlight (1985) u boku Pameli Sue Martin i Iana McShane’a.
W 1984 nagrał płytę synth pop Square Rooms, której producentem muzycznym był Harold Faltermeyer. 10 marca 1985 utwór tytułowy okazał się hitem, zajmując pierwsze miejsce na liście przebojów we Francji i szóste miejsce w Szwajcarii. W 1985 wylansował także przebój „Cold Dresses”.
W 2005 zadebiutował jako reżyser komedii romantycznej Ponad niebem (Bigger Than the Sky).

## Życie prywatne
W 1982 związał się z Carly Simon. W 1984 poznał niemiecką aktorkę Jessikę Cardinahl (ur. 1965 w Hamburgu), z którą się ożenił w 1987. Mają dwie córki – Sophię Elenę (ur. 1986) i Ruby (ur. 1989) oraz syna Clyde’a Nikolai (ur. 1992). Zamieszkał w Pacific Palisades ze swoją matką, Dorothy, córką – Ruby i synem Clyde’em. W 1999 doszło do rozwodu.

## Filmografia

### Filmy
- 1980: Squeeze Play jako Buddy
- 1981: Słodko-gorzka autostrada (Honky Tonk Freeway) jako złodziej samochodów
- 1984: Torchlight jako Al
- 1985: Alpha City jako Amerikanin
- 1986: Incident at Channel Q
- 1989: Twarde dni, twarde noce (Hard Days, Hard Nights) jako Chris
- 1992: Otto – Der Liebesfilm
- 1995: Don Juan DeMarco jako randkowicz
- 2001: Ogniste rodeo (Cowboy Up) jako dr Fremont
- 2003: Kasjerzy czy kasiarze? (Scorched) jako policjant
- 2005: Ponad niebem (Bigger Than the Sky) jako facet w kolejce
- 2007: Mokra robota (You Kill Me) jako mężczyzna w parku
- 2009: Skradzione życie (Stolen Lives) jako wujek Sam
- 2011: Zabić Irlandczyka (Kill the Irishman) jako dziennikarz telewizyjny
- 2021: Lodowy szlak (The Ice Road) jako lekarz

### Filmy TV
- 1979: Women at West Point jako Paul
- 1979: And Baby Makes Six jako Franklin Kramer
- 1980: Pokój kobiet (The Women’s Room) jako Tad Ford
- 1991: Dynastia: Pojednanie (Dynasty: The Reunion) jako Steven Daniel Carrington
- 1992: Hamburger Gift jako Michael Landesmann
- 1994: Pocałunek na dobranoc (A Kiss Goodnight) jako Kurt Pierson
- 2006: Dynastia: Pojednanie (Dynasty Reunion: Catfights & Caviar)

### Seriale TV
- 1980: Statek miłości (The Love Boat) jako Walter
- 1981–82: Dynastia (Dynasty) jako Steven Daniel Carrington #1
- 1983: Bare Essence jako Chase Marshall

### Producent
- 1995: Im Sog des Bösen
- 1998: Palmetto
- 2000: Trafiona-zatopiona (Drowning Mona)
- 2001: Ogniste rodeo (Cowboy Up)
- 2003: Kasjerzy czy kasiarze? (Scorched)
- 2004: Czekając na cud (Noel)
- 2005: Edmond
- 2005: The Gravedancers
- 2006: Behind the Mask: The Rise of Leslie Vernon
- 2011: Zabić Irlandczyka

### Reżyser
- 1991: Nackte Tanzlust (TV)
- 2005: Ponad niebem (Bigger Than the Sky)

## Dyskografia

### Albumy
- 1984: Square Rooms (wyd. Mercury – Phonogram)
- 1984: Al Corley (wyd. Karussell)
- 1986: Riot of Colour (wyd. Mercury)
- 1988: The Big Picture (wyd. Mercury)

### Single
- 1984: „Over Me” (wyd. Mercury)
- 1984: „Remember” / „Thought I’d Ring You” z Shirley Bassey (wyd. Rams Horn Records, Holandia)
- 1984: „Square Rooms” (wyd. Mercury)
- 1984: „Cold Dresses” (wyd. Mercury)
- 1986: „Face to Face” (wyd. Mercury)
- 1986: „Square Rooms” (remix) / „Cold Dresses” (remix; wyd. Mercury)
- 1988: „Land of the Giants” (wyd. Mercury)
- 1989: „Where Are the Children” (wyd. Mercury – Phonogram)